# 足立区立図書館
足立区立図書館（あだちくりつとしょかん）は、東京都足立区が設立・運営する公共図書館。

## 歴史
2013年現在、足立区内には15の図書館がある。他にも区政資料室･男女参画プラザ･消費者センター･産業情報室などで貸し出しなどを行うことができる。
足立区民と足立区在勤・足立区在学の人（緑色の個人貸し出しカード）は、本の予約と足立区立図書館にない本のリクエストが合わせて20冊まで出来ると同時に、足立区立図書館ホームページで館内で予約した本を含め20冊まで予約することが出来る。足立区以外の特別区、草加市、八潮市、川口市の住民も、黄色の個人貸し出しカードを作って図書館のサービスを利用することが出来るが、予約は10冊まで可能で、本のリクエストは出来ない。

## 足立区立図書館の一覧

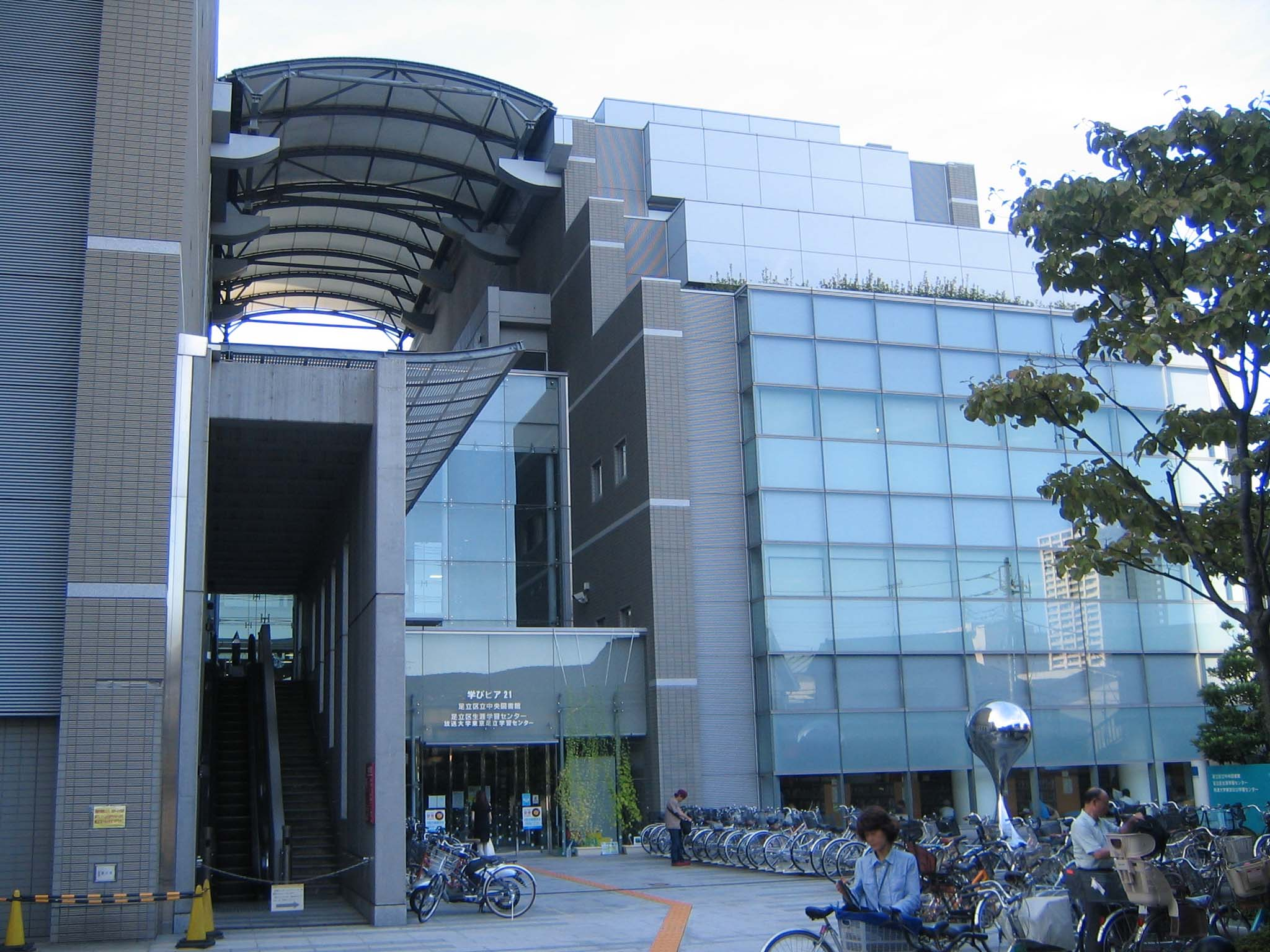
中央図書館
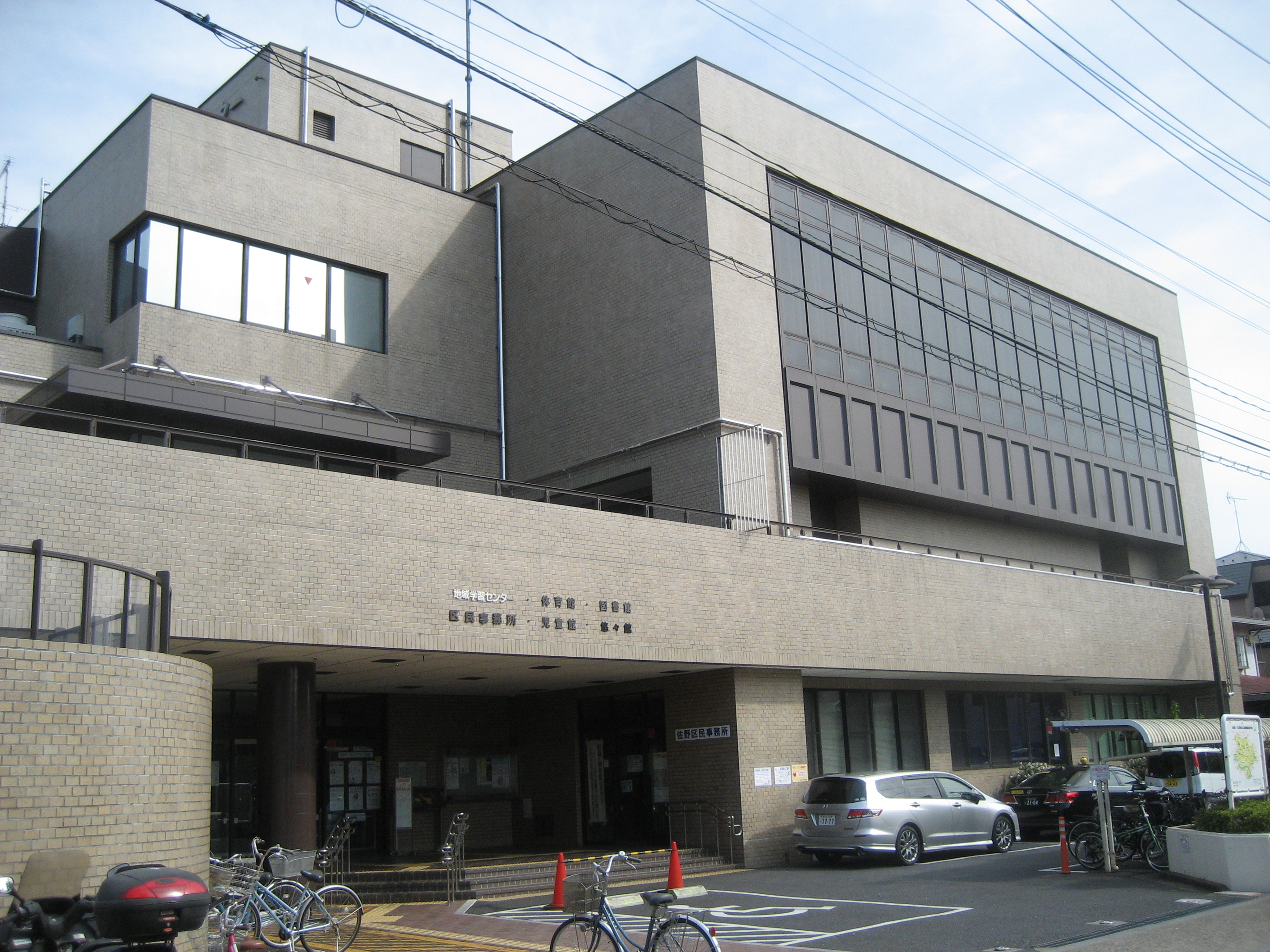
佐野図書館
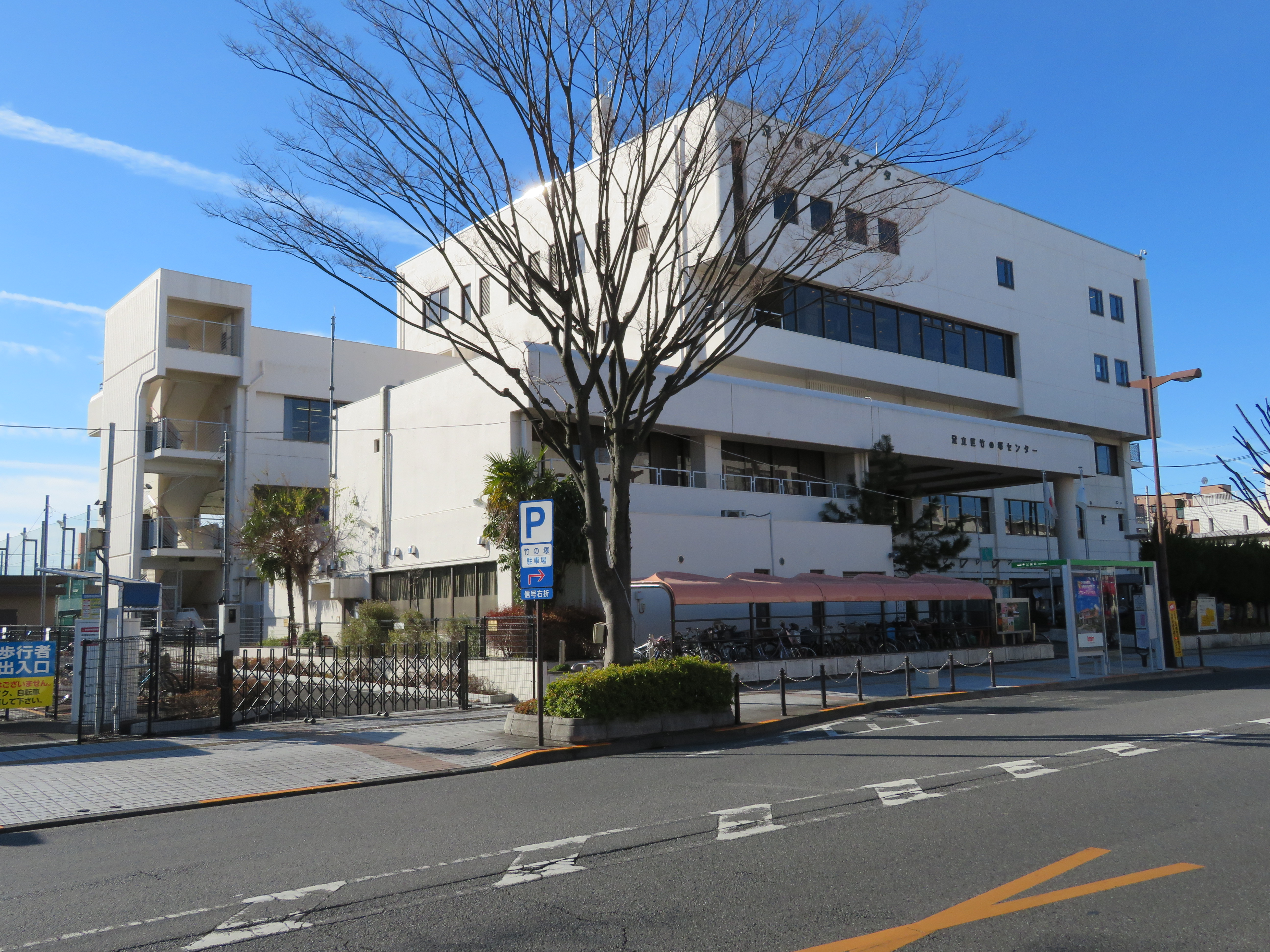
竹の塚図書館
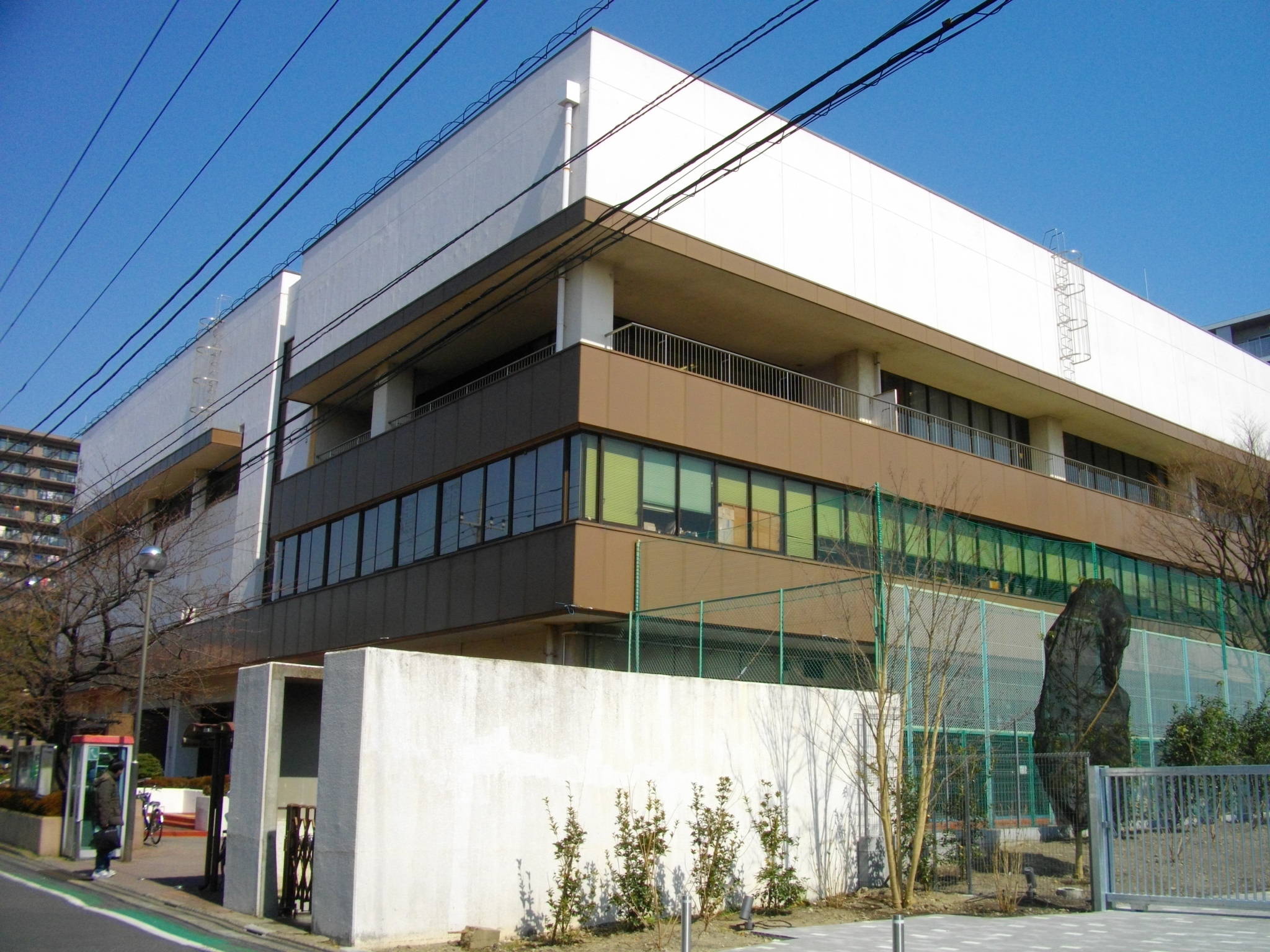
東和図書館

|    | 図書館名               | 郵便番号 | 住所                                                |
| -- | ---------------------- | -------- | --------------------------------------------------- |
| 1  | 中央図書館             | 120-0034 | 足立区千住五丁目13-5 学びピア21内                   |
| 2  | 佐野図書館             | 120-0053 | 足立区佐野二丁目43-5 佐野地域学習センター内         |
| 3  | 竹の塚図書館           | 121-0813 | 足立区竹の塚二丁目25-17 竹の塚地域学習センター内    |
| 4  | 東和図書館             | 120-0003 | 足立区東和三丁目12-9 東和地域学習センター内         |
| 5  | 舎人図書館             | 121-0831 | 足立区舎人一丁目3-26 舎人地域学習センター内         |
| 6  | 保塚図書館             | 121-0072 | 足立区保塚町7-16 保塚地域学習センター内             |
| 7  | 江北図書館             | 123-0872 | 足立区江北三丁目39-4 江北地域学習センター内         |
| 8  | 花畑図書館             | 121-0061 | 足立区花畑四丁目16-8 花畑地域学習センター内         |
| 9  | やよい図書館           | 121-0011 | 足立区中央本町三丁目15-1 中央本町地域学習センター内 |
| 10 | 鹿浜図書館             | 123-0864 | 足立区鹿浜六丁目8-1 鹿浜地域学習センター内          |
| 11 | 興本図書館             | 123-0844 | 足立区興野一丁目18-38 興本地域学習センター内        |
| 12 | 伊興図書館             | 121-0823 | 足立区伊興二丁目4-22 伊興地域学習センター内         |
| 13 | 梅田図書館             | 123-0851 | 足立区梅田七丁目13-1                                |
| 14 | 江南コミュニティ図書館 | 120-0046 | 足立区小台二丁目4-18                                |
| 15 | 新田コミュニティ図書館 | 123-0865 | 足立区新田二丁目2-2 新田地域学習センター内          |

- 中央図書館
- 佐野図書館
- 竹の塚図書館
- 東和図書館

## 図書受け渡し窓口
インターネット予約した資料の受取と返却および区内の図書館で予約した資料の受取と返却のみ行う。2013年4月開設。
- 東京電機大学東京千住キャンパス1号館1階
- こども未来創造館（ギャラクシティ1階）
- 足立区勤労福祉会館（綾瀬プルミエ1階）

## かつて存在していた図書館
- 梅島図書館 - 旧中央図書館の開館に伴い閉館。
- 中川図書館
- 移動図書館「きぼう」号。
- 千住図書館 - 現中央図書館の開館に伴い閉館。
- 常東図書館
- 宮城コミュニティ図書館

## 沿革
- 1948年 - 足立区立第三中学校にGHQの読書室開設。
- 1950年9月 - 梅島図書館が開館。
- 1950年12月 - 千住図書館が開館。
- 1951年4月 - 大人3円、児童2円だった閲覧料が無料になる。
- 1952年3月 - 移動図書館「きぼう」号が誕生。
- 1965年3月 - 宮城図書館が開館。
- 1965年4月 - 新田図書館が開館。
- 1969年3月 - 梅島図書館が閉館。
- 1969年4月 - 中央図書館が梅田に開館。
- 1971年3月 - 常東出張所図書室が独立し、新たに常東図書館として開館。第18出張所図書室が独立し、新たに中川図書館として開館。
- 1974年4月 - 花畑図書館が開館。
- 1979年4月 - 竹の塚図書館が開館。
- 1981年4月 - やよい図書館が開館。
- 1982年5月 - 東和図書館・佐野図書館が開館。
- 1984年3月 - 中川図書館が閉館。
- 1984年6月 - 舎人図書館が開館。
- 1985年6月 - 保塚図書館が開館。
- 1986年6月 - 江北図書館が開館。
- 1987年9月 - 移動図書館が廃止される。
- 1987年10月 - 鹿浜図書館・伊興図書館・興本図書館が開館。
- 1988年10月 - 中央図書館でCDの貸出を開始。
- 1991年1月 - 全館オンライン化。
- 1997年5月 - 新田図書館が移転。
- 2000年3月 - 千住図書館が閉館。
- 2000年7月 - 新中央図書館が現在地に開館。旧中央図書館を梅田図書館と改称し開館。
- 2006年7月5日 - ホームページにて本・雑誌のインターネット予約を開始。
- 2013年4月 - 常東図書館が閉館。東京電機大学東京千住キャンパス1号館1階とギャラクシティ1階に図書受け渡し窓口を開設。
- 2018年3月 - 宮城コミュニティ図書館が移転のため閉館
- 2018年4月 - 江南コミュニティ図書館が開館（宮城コミュニティ図書館が移転・名称変更）